# Eslövs distrikt
Eslövs distrikt blev fra 1. januar 2016 et folkebogføringsdistrikt i Eslövs kommun og Skåne län i Sverige.
Distriktet ligger omkring Eslöv.

## Tidligere administrative enheder
Området består af de to gamle sogne Västra Sallerups socken (fra 1952: Eslövs stad) og Remmarlövs socken, der begge lå i Harjager herred.
Distriktet har den udtrækning som Eslövs församling fik i 1971, da de to gamle sognes menigheder gik sammen.
I årene 2006 og 2008 blev flere nabomenigheder indlemmede i Eslövs församling.

## Andet
Menigheden hører til i  Frosta Provsti (Frosta kontrakt) i Lunds Stift.
Ellinge slot ligger i distriktet, og vandløbet Bråån løber gennem distriktet.

55°50′07″N 13°17′55″Ø / 55.8353°N 13.2986°Ø